# Камышино (Павлоградский район)
Камышино — деревня в Павлоградском районе Омской области России. Входит в состав Южного сельского поселения. Население 5 чел. (2010) .

## История
В соответствии с Законом Омской области от 30 июля 2004 года № 548-ОЗ «О границах и статусе муниципальных образований Омской области» деревня вошла в состав образованного Южного сельского поселения.

## География
Расположен на юге региона, в степной зоне, вблизи государственной границы с Казахстаном.
Уличная сеть состоит из двух географических объектов: улицы: Берёзовая, Новая.
Абсолютная высота — 112 метров над уровнем моря.

## Население
| 2010 |
| ---- |
| 5    |

Гендерный состав
По данным Всероссийской переписи населения 2010 года в гендерной структуре населения из 5 человек мужчин — 2, женщин — 3 (40,0 и	60,0 % соответственно).
Национальный состав
Согласно результатам переписи 2002 года, в национальной структуре населения украинцы составляли 100 % из общей численности населения в 6 чел.

## Инфраструктура
Было развито сельское хозяйство. Личное подсобное хозяйство.

## Транспорт
Автодорога «Камышино — Пашенная Роща» (идентификационный номер 52 ОП МЗ Н-362) длиной 20,00 км..
Остановка общественного транспорта «Камышино».